# BlockBerry Creative
Blockberry Creative (кор. 블록베리크리에이티브) — южнокорейская звукозаписывающая компания и агентство, основанная в 2016 году. Это дочерняя компания Polaris Entertainment. Лейбл является домом для женской группы Loona и солистки Сонё. 16 июня Loona покинула компанию из-за жестокого обращения с ними.

## История
Blockberry Creative были официально основаны 22 марта 2016 года в качестве дочернего лейбла Polaris Entertainment.
2 октября 2016 года Blockberry Creative запустили свой первый проект женской группы, Loona (кор. 中달의 소녀; букв. «Девушка месяца»), который, как ожидалось, продлится 18 месяцев. The project would individually introduce each member of the new group by releasing a solo single, and by March 2018 all members had been introduced.
В первой половине 2018 года Го Ю-Джин представляла Blockberry Creative в реалити-шоу на выживание Produce 48. Она выбыла во втором раунде отборочных, заняв 31-е место. Го Ю Чжин расторгла свой контракт и покинула Blockberry Creative.
Во второй половине 2021 года Чхве Ён, Чон Мин и Рю Сион представляли Blockberry Creative в реалити-шоу на выживание Girls Planet 999. Чон Мин вместе с Рю Сион выбыли в первом раунде. Чхве Ён выбыла во втором раунде.
В феврале 2022 года Сонё подписала контракт с Blockberry Creative. 16 марта
Blockberry анонсировали свою первую мужскую группу «Мальчик месяца». (кор. 이달 의 소년).

## Артисты

### Звукозаписывающие артисты
Сольные исполнители
- Сонё

## Бывшие артисты
- Loona